# Nová Červená Voda
Nová Červená Voda (niem. Neu Rothwasser, Neu-Rothwasser, Neurothwasser) – wieś, część gminy Stará Červená Voda, położona w kraju ołomunieckim, w powiecie Jesionik, w Czechach.